# 丁德興
丁德興（1327年—1367年），安徽定远人，明朝军事将领。
在濠州归顺朱元璋。其攻占太平、溧水、溧陽，后攻破海牙水寨、活捉陳兆先，攻下集慶、鎮江、金壇、廣德、寧國等地，升任左翼元帥。分兵进攻江陰，并攻下徽州、石埭、池州、樅陽等地。在攻打宜興时，负责堵住太湖口，阻断张士诚粮道，协助徐達、邵榮攻下宜興，授鳳翔衛指揮使。朱元璋称赞其：“攻無不克，戰無不勝之虎將也”。
后陳友諒进攻龍江，丁德興率军力战并击败。后攻下安慶、九江、武昌，廬州等地，在围攻平江的时候，死于军中。贈都指揮使。洪武元年追封濟國公，列祀功臣廟。